# 오기형
오기형(吳奇炯, 1966년 11월 25일~)은 대한민국의 정치인이자 변호사이다. 제21·22대 국회의원이다.
1966년 전라남도 화순군에서 태어났다. 유년기에 광주광역시로 이주해 광주중앙초등학교, 광주충장중학교, 조선대학교 부속고등학교를 졸업했다. 1985년 서울대학교 해양학과에 입학하였으나, 5·18 광주 민주화 운동의 경험으로 진로를 변경하여, 다음 해 서울대학교 법과대학에 다시 입학하였다. 대학교 3학년 재학 당시 법과대학 학생회장으로 당선되어 학생운동을 하였고, 그 과정에서 옥고를 치렀다.
1996년 사법시험 2차시험까지 합격하였는데, '집행유예 기간 만료 후 일정 기간이 경과해야만 합격자로 선발될 수 있었던 규정'으로 인한 결격사유 때문에 최종 합격하지는 못하였다. 그러나 다음 해에 하루 차이로 자격이 회복되어 1997년 제39회 사법시험에 합격하였고, 2000년 제29기로 사법연수원을 수료하였다.
2000년부터 2015년까지 법무법인 태평양에서 변호사로 활동하였다. 2005년에는 UC 버클리 법학대학원에서 LL.M. 학위를 취득하였으며, 같은 해 미합중국 뉴욕주 변호사시험에 합격하였다. 2006년에는 중국으로 활동무대를 넓혀, 베이징 어언대학 연수를 마친 뒤 법무법인 태평양의 상해사무소 수석대표로 활동하며 한중 양국 기업을 위한 투자자문 업무를 수행하였다. 개성공업지구의 모델이 된 중화인민공화국 심천경제특구의 법제를 연구하였고, 개성공업지구의 법규를 미국에 소개하였다.
2016년 1월 10일 더불어민주당 인재영입 5호로 입당하였으며, 대한민국 제20대 국회의원 선거에 더불어민주당 도봉을 국회의원 후보로 공천되어 출마하였으나 당선되지 못하였다.
2017년 민주연구원 부원장으로 임명되어 활동하였다. 2018년 대한민국 국회 더불어민주당 홍영표 원내대표의 비서실장으로 임명되어, 2019년 상반기까지 활동하였다. 2016년 더불어민주당 서울특별시 도봉을 지역위원장으로 임명되어 도봉구를 기반으로 정치활동을 계속하여 왔다. 2019년 7월, 일본 아베 신조 정권의 경제도발에 대응하기 위하여, 더불어민주당 일본경제침략대책특별위원회의 위원으로 임명되어 활동 중이다.
2020년 2월, 더불어민주당 도봉구 을 당내경선에서 1등을 하여, 제21대 국회의원 선거의 후보로 출마했고, 당선되었다. 2024년 제22대 총선 서울 도봉구 을 지역구에서 재선되었다.

## 학력
- 광주중앙국민학교 졸업
- 광주충장중학교 졸업
- 조선대학교 부속고등학교 졸업
- 서울대학교 법과대학 법학 학사
- UC 버클리 법학대학원 법학 석사

## 경력
- 1997년: 제39회 사법시험 합격
- 2000년: 제29기 사법연수원 수료
- 2000년~2015년: 법무법인 태평양 변호사, 중국 상해사무소 수석대표
- 2016년: 더불어민주당 경제통일위원회, 뉴파티위원회 위원
- 2016년: 대한민국 제20대 국회의원 선거 광주 동구·남구 을 더불어민주당 국회의원 예비후보
- 2017년: 민주연구원 부원장
- 2018년~2019년: 대한민국 국회 더불어민주당 홍영표 원내대표 비서실장
- 2016년~2019년: 더불어민주당 서울특별시당 도봉구 을 지역위원회 위원장
- 2019년 7월~: 더불어민주당 일본경제침략대책특별위원회 위원
- 2020년 4월 15일: 대한민국 제21대 국회의원 선거 당선(서울 도봉구 을, 더불어민주당, 초선)
- 2020년 5월~: 더불어민주당 서울특별시당 도봉구 을 지역위원회 위원장
- 2023년 5월~2023년 9월: 더불어민주당 원내부대표
- 2024년 4월 10일: 대한민국 제22대 국회의원 선거 당선(서울 도봉구 을, 더불어민주당, 재선)
- 2025년 6월~2025년 8월: 국정기획위원회 경제1분과 위원
- 2025년 6월~: 더불어민주당 코스피5000특별위원회 위원장

### 의정 활동
- 2020년 5월 30일 ~ 2024년 5월 29일: 제21대 국회의원(서울 도봉구 을, 더불어민주당, 초선)
  - 2020년 6월~2022년 5월: 제21대 국회 전반기 정무위원회 위원
  - 2020년 6월~2021년 5월: 제21대 국회 전반기 예산결산특별위원회 위원
  - 2021년 4월~2021년 5월: 제21대 국회 국무총리(김부겸) 임명동의에 관한 인사청문특별위원회 위원
  - 2022년 7월~2024년 5월: 제21대 국회 후반기 정무위원회 위원
  - 2022년 7월~2022년 10월: 제21대 국회 민생경제안정 특별위원회 위원
  - 2023년 5월~2023년 10월: 제21대 국회 후반기 국회운영위원회 위원
  - 2023년 11월~2023년 12월: 제21대 국회 대법원장(조희대) 임명동의에 관한 인사청문특별위원회 위원
- 2024년 5월 30일 ~: 제22대 국회의원(서울 도봉구 을, 더불어민주당, 재선)
  - 2024년 6월~: 제22대 국회 전반기 기획재정위원회 위원
  - 2024년 6월~2025년 6월: 제22대 국회 전반기 예산결산특별위원회 위원
  - 2025년 3월~: 제22대 국회 연금개혁 특별위원회 간사
  - 2025년 6월~2025년 7월: 제22대 국회 국무총리(김민석) 임명동의에 관한 인사청문 특별위원회 위원

## 역대 선거 결과
|  | 36.40% |

|  | 53.01% |

|  | 52.83% |

## 소속 정당
| 소속 정당 | 소속 정당    | 소속 기간 | 비고      |
| --------- | ------------ | --------- | --------- |
|           | 더불어민주당 | 2016~현재 | 정계 입문 |

## 같이 보기
- 도봉구 을
- 서울 도봉구의 국회의원